# Xã Elm River, Quận Wayne, Illinois
Xã Elm River (tiếng Anh: Elm River Township) là một xã thuộc quận Wayne, tiểu bang Illinois, Hoa Kỳ. Năm 2010, dân số của xã này là 276 người.